# Blå dykare
Blå dykare (Cephalophus monticola) är en dykarantilop som man hittar i de centrala delarna av Afrika och i södra Sydafrika.
Den blå dykaren har en mankhöjd på ungefär 35 centimeter och kan väga 4 kilogram. Pälsen är brun med skiftningar i blått och en vit undersida. Den har horn som kan vara mellan 2 och 10 centimeter långa. Ibland saknar honorna horn helt och hållet.
De lever i huvudsak i regnskogen där de äter frukt, blommor, löv, insekter, fågelägg och små fåglar. Den blå dykaren är ett nattlevande djur och den lever ensam eller i par. Den har ett revir som den ständig patrullerar och försvarar. Den märker ut sitt revir med doftkörtlar som den har under ögonen och ovanför hovarna och deras avkomma tolereras bara tills de är ungefär 18 månader gamla sedan jagas de iväg.
Den blå dykarens naturliga fiende är den afrikanska kronörnen. Den är en ganska vanlig dykare och i till exempel Gabon kan det finnas ungefär 80 blå dykare på varje kvadratkilometer.